# Jardín zoológico y botánico de La Plata
No confundir con el Jardín Botánico y Arboretum "Carlos Spegazzini".
El  ex Jardín Zoológico y Botánico de La Plata se encuentra en el Paseo del Bosque de la ciudad de La Plata, capital de la provincia de Buenos Aires, Argentina. Con sus 17 hectáreas de superficie, fue el segundo mayor zoológico estatal del país después del de la Ciudad de Buenos Aires. Hoy en día cuenta con menos de 60 especies, a comparación de sus 120 especies en 2016. Esto se debe a su constante liberación de animales dentro del proyecto gubernamental que transforma a este espacio en un Bioparque

.

## Historia

### Orígenes (1890/1891)
Según el Censo General de la ciudad de La Plata, durante 1890-1891 existía un pequeño zoológico en el Paseo del Bosque, en la misma ubicación que el actual. El mismo contaba con bastante ejemplares de fauna que debido a la crisis de esos años debieron ser transferidos al Zoológico de Buenos Aires, o fueron embalsamados para exponerse en el Museo de La Plata.

### Creación (1904/1907)
En 1904, por iniciativa del entonces gobernador de la provincia Ignacio D. Irigoyen, se crea una comisión encargada de delinear el futuro Zoológico y también el Paseo del Bosque. Se nombró como presidente de la comisión al dr. Pedro Goncaga, y entre sus integrantes se encontraba el dr. Alfredo Plot, quien posteriormente sería el primer director. Así fue como el 13 de octubre de 1907 nació el Jardín Zoológico de La Plata, por la Ley 3059 que dice en su Artículo 1.º: “Autorizase al Poder Ejecutivo para invertir hasta la suma de 50.000 pesos moneda nacional en la formación de un Jardín Zoológico dentro del Paseo del Bosque de esta ciudad.”

### Gestión del Dr. Alfredo Plot (1907/1918)
Su primer director, el Dr. Alfredo Plot, tuvo a su cargo delimitar los principales caminos interiores y la distribución de los ambientes. Las tareas iniciales de emplazamiento fueron realizadas con la concurrencia de internos de un establecimiento penal que por entonces estaba ubicado en donde hoy se encuentra La Escuela Nacional de Educación Técnica Nº1 “Albert Thomas”.
En los primeros comienzos la colección de animales era muy escasa y el Dr. Plot donó su dotación particular de aves. También fundó una Escuela de Avicultura, Cunicultura y Apicultura que funcionó durante cuatro años donde actualmente se encuentra el Cuartel de Bomberos. La familia Plot vivió dentro del Jardín Zoológico a partir de 1908 en una casa de madera que estaba ubicada en 52 y 115. Cabe destacar que “don Alfredo” fue el inspirador de la idea de su creación como un ámbito capaz de brindar esparcimiento, instrucción, educación y cultura general a la población.

### Gestión del Dr. Carlos Marelli (1918/1940)
Años más tarde, llega a la dirección del zoológico una de las más destacadas figuras que rigiera su destino, el Dr. Carlos Marelli, quien sucediera al Dr. Plot a partir de 1918, permaneciendo en el cargo hasta 1940. Este naturalista, de sólida formación académica, marcó una etapa fundamental para la institución, transformándola en un centro de primera línea en el país y en el exterior.
Durante esta nueva gestión, el parque fue remodelado y se incorporaron plantas arbóreas y arbustivas de todo el mundo, pasando a constituirse también en Jardín Botánico. Se incorporaron numerosas especies de animales consideradas raras para las colecciones de aquel entonces, se remodelaron los recintos y se construyeron otros nuevos. Muchos de ellos, según las concepciones clásicamente victorianas de la época, fueron réplicas, como el pabellón de ungulados, de edificaciones de zoológicos europeos que a su vez imitaban la arquitectura de los países de procedencia de los animales que exhibían.
Otro de sus logros, fue convertir al zoológico, en un centro de avanzada dentro de los estudios científicos de zoología. Se publicaron trabajos de investigación, reunidos en una colección de más de diez tomos que constituyeron las “Memorias del Jardín Zoológico de La Plata”. Allí se entremezclan contribuciones científicas dentro de las áreas de zoología, antropología, genética, evolución, veterinaria, piscicultura, ranicultura, con los primeros trabajos de conservación y protección de las especies en peligro de extinción de la Argentina.

### Gestión del Dr. Arturo Berthi (1964/1971)
Muchos directores de prestigio acompañaron y fueron partícipes de la historia del zoológico a través de los años. Podemos recordar entre otros la figura del Dr. Arturo Berthi, médico veterinario egresado de la Universidad Nacional de La Plata, que se desempeñó como director desde 1964 a 1971, y que tuvo entre sus objetivos incrementar la colección de ejemplares mediante la compra y una eficiente política de canjes.
Otro de sus intereses fue la tarea educativa, firmándose un convenio para instruir maestras que posteriormente se desempeñaron como guías para escuelas que visitaran el parque, implementándose un museo y exposiciones itinerantes de piezas taxidermizadas con apoyo de material didáctico explicativo.
Finalizando su gestión, se creó el servicio de guías formado por estudiantes de secundario y de los primeros años de Ciencias Veterinarias, a fin de transmitir al público, información sobre la vida y las costumbres de los animales. Además se desarrolló un plan de recreación que incluía audiovisuales y espectáculos infantiles donde los niños tomaban contacto con animales de la fauna.

### Década de 1970 en adelante
Otro paso importante para el zoológico platense fue la creación de su Asociación Cooperadora en 1971, ya que se fortalecieron significativamente muchos de los proyectos que se venían realizando y se impulsaron otros nuevos como la creación de un serpentario que se concretó en 1978.
Más tarde, con la incorporación de los primeros biólogos a la institución se comenzó a trabajar en la reproducción de algunas especies como los cisnes de cuello negro, las vicuñas y como caso inédito en Argentina, el flamenco austral.
En 1979, tras depender de los Ministerios de Obras Públicas y de Asuntos Agrarios de la Provincia de Buenos Aires, el zoológico pasó a formar parte de la Dirección de Espacios Verdes de la Municipalidad de La Plata.
En gestiones posteriores se fueron realizando nuevas actividades y proyectos. Podemos mencionar en esta etapa, entre otros aportes, la realización de la primera muestra para ciegos (1991), el curso de capacitación de aspirantes para cuidadores (1993) y la realización de intercambios científico-técnicos con organismos provinciales de investigación y con otros zoológicos locales.
Años más tarde surge el "Proyecto Cóndor", por el cual el zoológico de La Plata, junto otros zoológicos emprendieron la tarea de criar cóndores andinos para posteriormente reintroducirlos en sus ambientes naturales.

### Actualidad

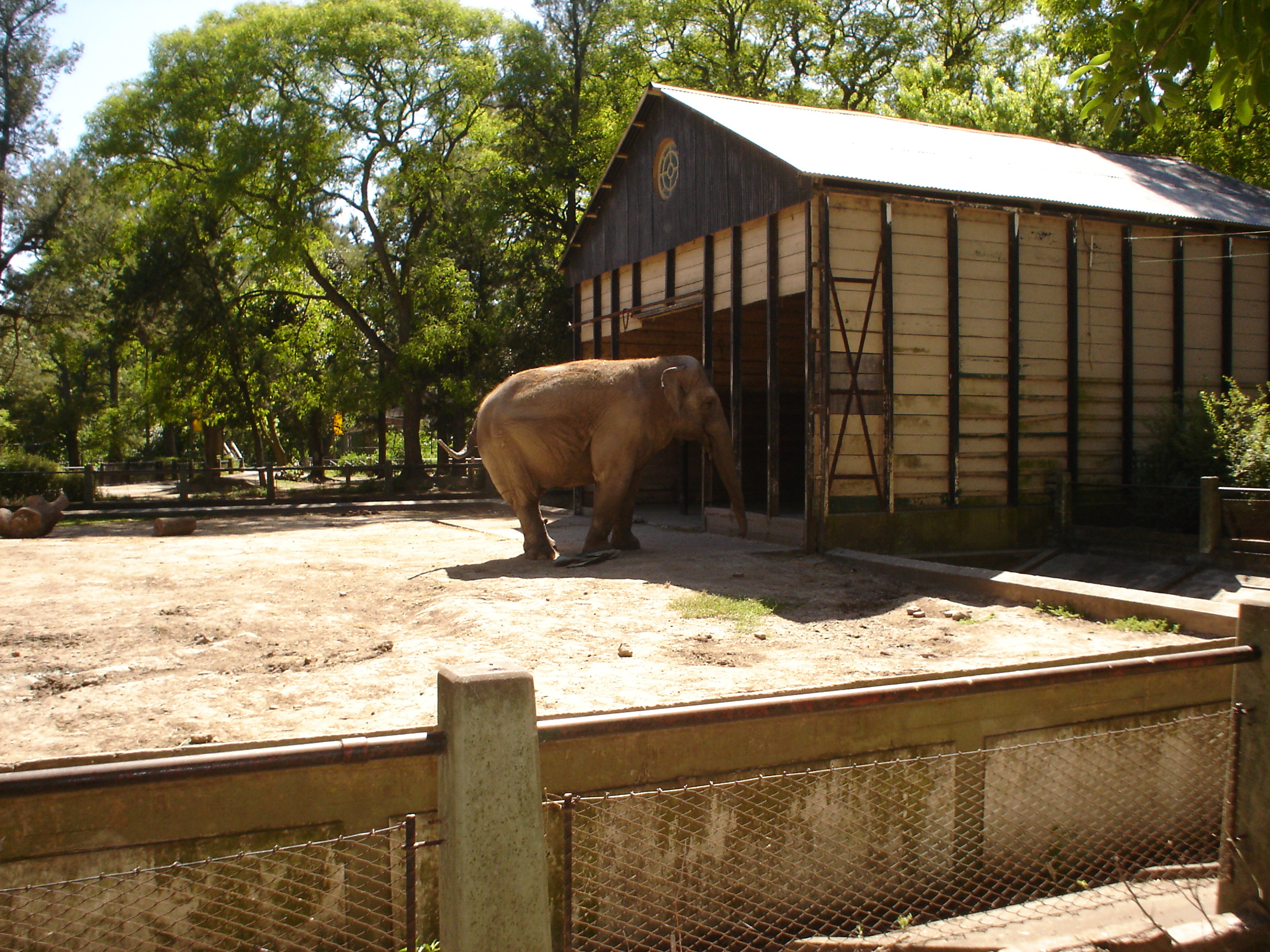
La elefante Pelusa, con 30 años en el zoológico, fue uno de sus habitantes más antiguos. Fallecida el 4 de junio del 2018 a los 52 años de cautiverio.

En los últimos años se han llevado a cabo además algunas remodelaciones y reacondicionamiento de algunos ambientes como es el caso de los osos de anteojos, el oso malayo, el oso pardo, los pecaríes, el lago Burmeister; se remodeló el Servicio Veterinario, se constituyó el Servicio Educativo con un programa de talleres, recorridos temáticos e interactivos y otras propuestas educativas como apoyo a la currícula escolar que fomenta la investigación educativa, la divulgación científica y la extensión universitaria.
De esta manera, bajo el criterio biogeográfico, la exhibición se organizará en atención a las características de las grandes regiones, dominios o provincias biogeográficas y a la composición de su biota. Así, las plantas y animales de la colección se convierten en elementos capaces de transmitir una visión armónica e integral de la biodiversidad a través de la apreciación conjunta de los patrones (especies) y de los procesos (interacciones), mediante la recreación de ambientes naturales diseñados con profundo sentido ético y estético.
Bajo esta concepción de zoológico será posible, además, mejorar las condiciones de vida de los animales: reduciendo los paseos y avenidas destinadas al público para priorizar el aumento en dimensiones de los recintos; eliminando en lo posible los barrotes, rejas y alambrados; lateralizando la visión de los visitantes sobre los ambientes mediante puntos de observación a distancia; disminuyendo el estrés y mejorando el estado nutricional de los animales y propiciando el establecimiento de relaciones interespecíficas al favorecer la convivencia entre varias especies. Este diseño, si bien representa un reto respecto al manejo de la colección y a la capacitación del personal de investigación y de servicios, garantiza una complementación de los objetivos propuestos. Fomenta la investigación científica, favorece la planificación de programas de conservación de especies (o al menos la reproducción en cautiverio de muchas de ellas) y facilita la práctica de experiencias educativas novedosas así como la realización de programas de extensión. Siguiendo este esquema conceptual y organizativo y considerando además la creación de otras áreas especiales de exhibición, la colección se agruparía respetando la fauna exótica, la autóctona y un área para Naturaleza y el Hombre y Biodiversidad.
En 2008 se unió a la Asociación Latinoamericana de Parques Zoológicos y Acuarios (ALPZA).

## Enlaces relacionados
- Ciudad de La Plata
- Paseo del Bosque
- Museo de Ciencias Naturales de La Plata